# Tidens tern
Tidens tern er det sjette studiealbum af den danske sanger og sangskriver C.V. Jørgensen, der udkom i 1980 på Medley Records. Albummet er produceret af Billy Cross og Jay Krugman. På albummet medvirker musikere fra Delta Cross Band.
Vivian von Holstein forsøgte i 1980 at få nedlagt fogedforbud mod udgivelsen af Tidens tern, fordi C.V. Jørgensens i sangen "Villa Trianon Petit" omtaler slægtsnavnet Holstein. Sagen endte i et forlig mellem von Holstein og Medley Records, der betød at von Holstein blev tilkendt 10.000 kr. i erstatning, og en aftale om at "Villa Trianon Petit" ikke måtte spilles i radioen, herunder i Danmarks Radio.
Tidens tern har solgt 120.000 eksemplarer. Albummet er optaget i Kulturkanonen i kategorien populærmusik. I begrundelsen lød det bl.a.: "I Billy Cross fik C.V. Jørgensen en producer og medkomponist, der finsleb musikken, så den blev forræderisk skarp som det uskyldigt udseende barberblad. Og Cross fik C.V. til at indse, at han hidtil forgæves havde forsøgt at blive del af et band. Nu stod han ved sig selv, og i fokus stod hans raspende Dylanfarvede stemme, fuld af dobbelt- og klangbund. Tidens tern er en rockmusikalsk forlængelse af Svantes viser, men med giftigere brod".

## Spor
Alt tekst skrevet af Valentin.
| 1. | "Det blonde danske smil"                  | Valentin, Billy Cross | 4:57 |
| 2. | "Costa del Sol (En inciterende flamenco)" | Valentin, Cross       | 4:01 |
| 3. | "På den trettende dag"                    | Valentin, Cross       | 4:21 |
| 4. | "Kaptajn Clutch & hans crew"              | Valentin, Cross       | 4:51 |

| 1. | "Sæsonen er slut"       | Valentin, Cross | 4:32 |
| 2. | "Middelmands bunker"    | Valentin        | 3:28 |
| 3. | "Sahara non stop"       | Valentin, Cross | 4:05 |
| 4. | "Villa Trianon Petit"   | Valentin, Cross | 3:53 |
| 5. | "Amor & den sidste pil" | Valentin        | 4:05 |